# John o' Groats
John o' Groats (in lingua gaelica scozzese: Taigh Iain Ghròt) è una località dell'estremo nord-est della Scozia (Regno Unito), nella contea di Caithness (Highlands); conta circa 300 abitanti. È un punto di partenza per i traghetti diretti alle isole Orcadi, dalle quali è diviso da un esiguo braccio di mare, chiamato Pentland Firth.
È considerato, sin dal '400, il luogo più a nord - isole escluse - del Regno Unito, nonostante questo primato spetti, in realtà, a Dunnet Head. La frase Land's End to John o' Groats sta proprio a indicare la distanza tra i due punti estremi, equivalente al coast to coast statunitense.

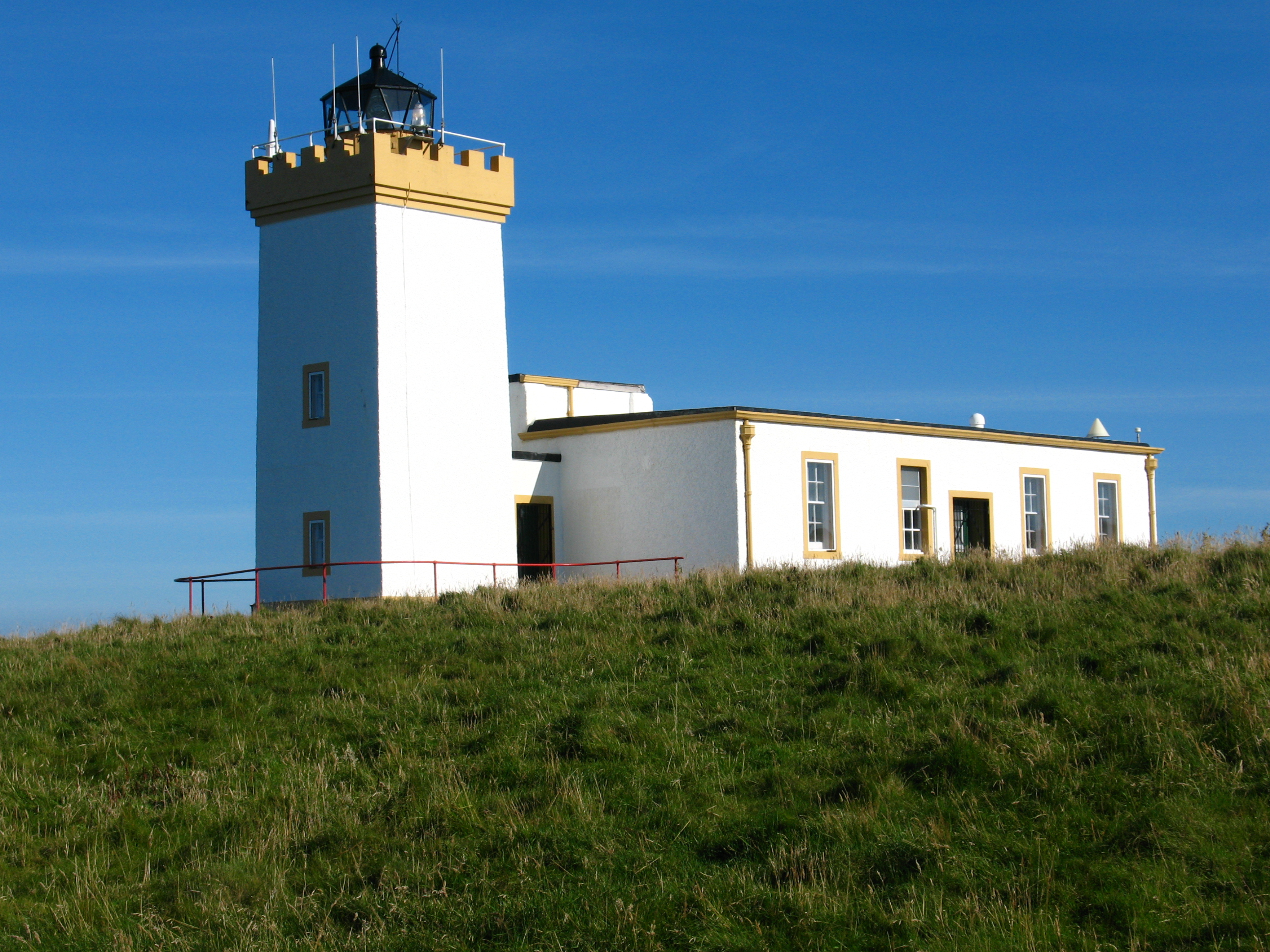
John o' Groats: faro

## Geografia fisica
John o' Groats si trova a pochi chilometri ad est di Dunnet Head, Duncansby Head e Thurso e ad ovest di Wick.

## Origini del nome
Si ritiene che il nome "John o' Groats" derivi dall'olandese Jan de Groot, che nel 1496 ottenne il diritto di prendere in gestione il traghetto che doveva effettuare la traversata verso le isole Orcadi.
La leggenda locale invece riteneva che "o' Groats" si riferisse al costo del passaggio in traghetto: un groat, cioè una moneta d'argento scozzese del valore di 4 p. Si è anche supposto che il nome della moneta derivasse dallo stesso De Groot, ma ciò non è possibile, poiché essa è precedente di almeno un paio di secoli al periodo in cui visse De Groot.

## Storia
La storia di John O’Groats risale al 1496, quando Giacomo IV permise a De Groot di gestire i traghetti dal porto alle isole Orcadi, che erano all'epoca ancora abbastanza una novità in Scozia. 
Jan De Groot ottenne anche un appezzamento di terreno dal conte di Caithness. Qui fu costruita una casa e fu allestito un grande banchetto per celebrare l'anniversario del suo arrivo a Caithness (adesso nel sito c'è un hotel, la cui torre ottagonale è una replica dell'originale).
La tomba di De Groot, conosciuta come John de Groat stone, può essere visitata nel vestibolo della Canisbay Kirk, 3,2 km ad ovest.

## Collegamenti esterni

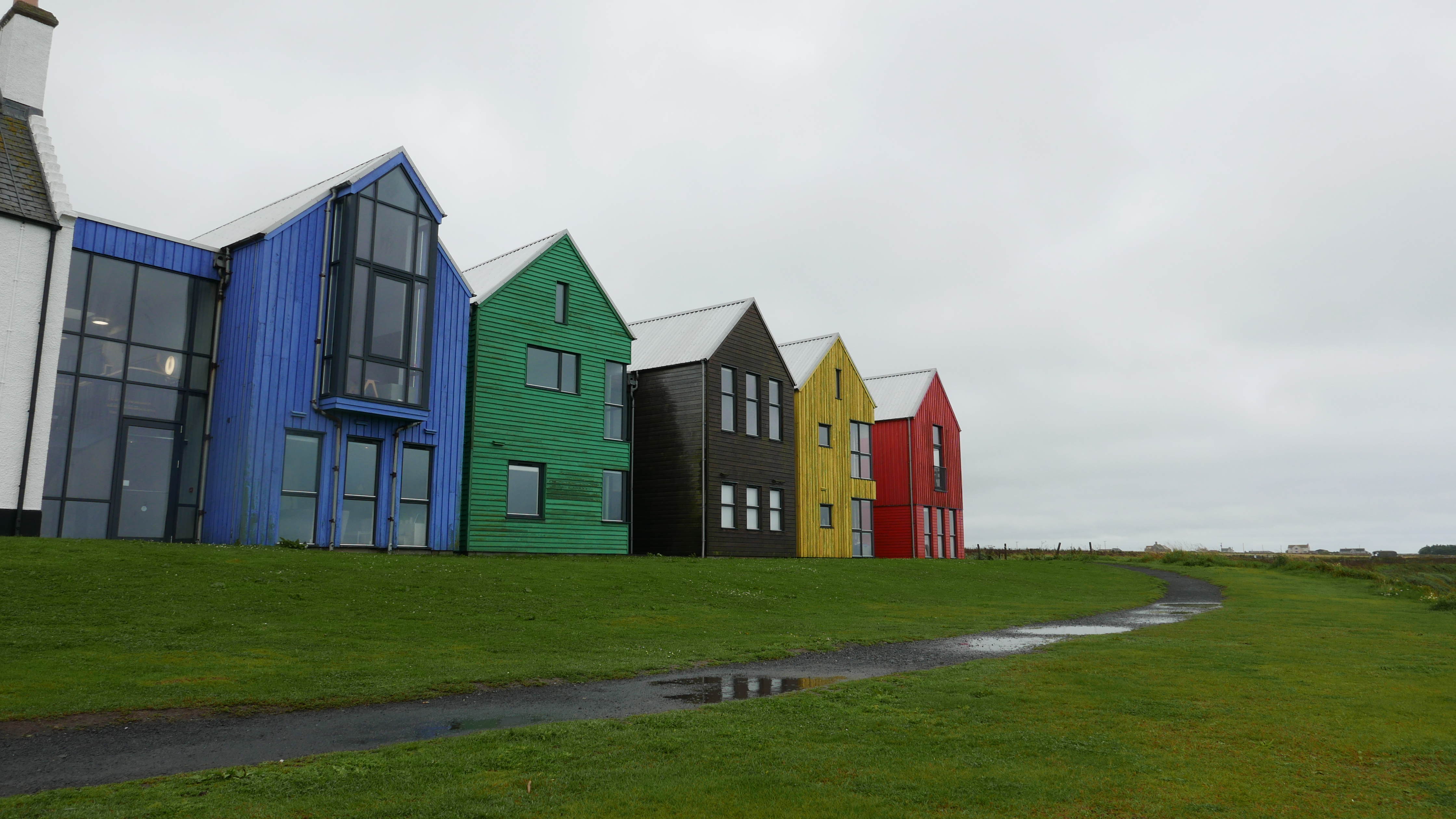
Le caratteristiche case colorate di John O' Groats.